# Sozialgericht Aurich

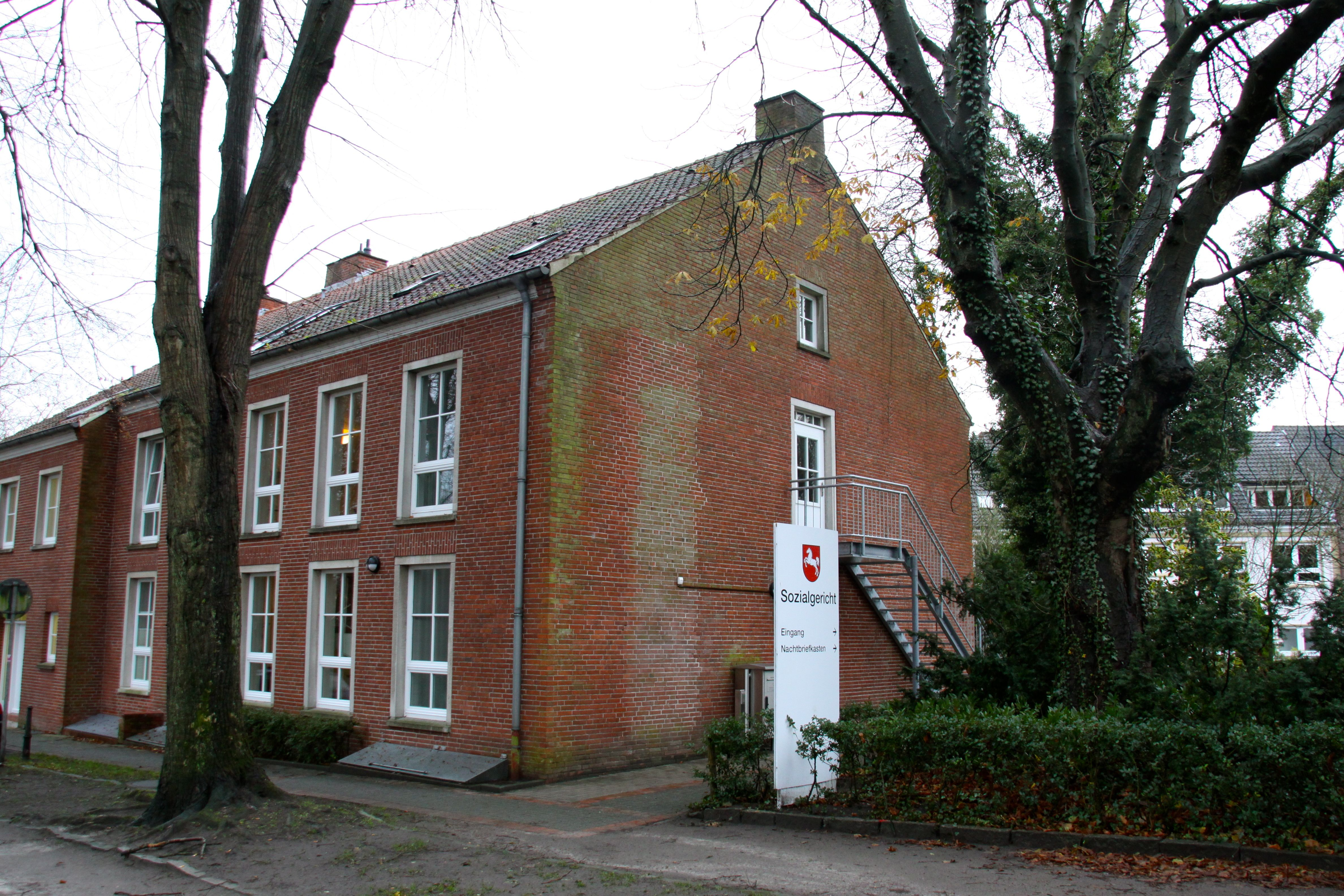
Sozialgericht Aurich

Das Sozialgericht Aurich ist ein Gericht der Sozialgerichtsbarkeit. Es ist eines von acht Sozialgerichten in Niedersachsen und hat seinen Sitz in Aurich. Direktor des Gerichts ist Peter Nippen. Der Gerichtsbezirk des Sozialgerichts Aurich umfasst die kreisfreie Stadt Emden, die Landkreise Aurich, Leer und Wittmund.

## Gerichtsgebäude
Das Gericht ist in einem Gebäude an der Straße Hoher Wall untergebracht.

## Übergeordnete Gerichte
Dem Sozialgericht Aurich ist das Landessozialgericht Niedersachsen-Bremen mit Sitz in Celle übergeordnet. Dieses ist dem Bundessozialgericht in Kassel untergeordnet.